# Medinella varipes
Medinella varipes är en tvåvingeart som beskrevs av Malloch 1938. Medinella varipes ingår i släktet Medinella och familjen parasitflugor. Inga underarter finns listade i Catalogue of Life.